# Illustrierter Beobachter
El Illustrierter Beobachter, abreviado habitualmente como IB, fue una revista gráfica alemana que se editó en Múnich entre 1926 y 1945. Editada por el Partido Nazi a través de su editorial Franz-Eher-Verlag, a lo largo de su historia se publicó de forma paralea al periódico Völkischer Beobachter.

## Historia
Comenzó a editarse en julio de 1926, como reacción del Partido nazi ante la creciente importancia de las publicaciones ilustradas en el mercado alemán. Se publicaba con carácter semanal. El IB, como se le denominaba, fue una innovación en el periodismo gráfico y fotomontajes, al servicio de la propaganda nazi. Estaba destinado a exaltar los liderazgos del nazismo a través de la cobertura de todos sus actos. El redactor jefe fue Dietrich Loder, y entre los fotógrafos estaba Heinrich Hoffmann. Durante el régimen nazi el Illustrierter Beobachter y el Berliner Illustrierte Zeitung fueron los dos grandes diarios ilustradios de Alemania, y hacia el final de la Segunda Guerra Mundial eran todavía los únicos diarios permitidos. La circulación del Illustrierter Beobachter en marzo de 1944 era de 1,9 millones de ejemplares.
Su última edición apareció el 12 de febrero de 1945.